# Манюэль, Жак Антуан
Жак Антуан Манюэль (фр. Jacques-Antoine Manuel; 10 декабря 1775 — 20 августа 1827) — французский юрист и политический деятель.

## Биография
Жак Антуан Манюэль родился в Ла-Кончетте, происходил из семьи потомственных адвокатов. В возрасте 17 лет вступил в наполеоновскую армию.
Участвовал в итальянской кампании 1796 года, с 1797 года был адвокатом. Избранный в 1814 году, во время Реставрации, в Палату депутатов, он занял выдающееся место в рядах либеральной оппозиции, будучи известен благодаря своим ораторским способностям.
27 февраля 1823 года, возражая министру иностранных дел по вопросу об Испанской войне, Жак Антуан Манюэль был призван к порядку за выражения, которые правая сторона совершенно неправильно истолковала в смысле оправдания казни Людовика XVI. Президент закрыл заседание; на следующий день ультрароялисты потребовали исключения Манюэля из состава Палаты, что и было решено 3 марта.
Манюэль, однако, явился в палату, отказался последовать приглашению выйти из залы заседаний и оставил своё место только тогда, когда жандармы готовы были схватить его. Его похороны были громадной демонстрацией против министерства Виллеля; более 100 000 граждан сопровождали его останки на кладбище Пер-Лашез.